# George Boemler
George E. Boemler (* 5. März 1902 in Kansas City, Missouri; † 11. Juni 1968 in Los Angeles, Kalifornien) war ein US-amerikanischer Filmeditor.

## Leben
George Boemler wurde 1930 von MGM als Filmeditor unter Vertrag genommen und arbeitete sich über eher unbedeutende Filme langsam nach oben. Ab 1936 arbeitete er besonders häufig mit Regisseur Richard Thorpe zusammen. Er schnitt aber auch eine Reihe von Filmen von George Cukor, so z. B. Greta Garbos letzten Film Die Frau mit den zwei Gesichtern (1941) oder die beiden Katharine-Hepburn-Spencer-Tracy-Komödien Ehekrieg (1949) und Pat und Mike (1952).
1956 erhielt Boemler eine Oscar-Nominierung in der Kategorie Bester Schnitt für das Filmmusical Oklahoma! von Regisseur Fred Zinnemann. Ab 1963 arbeitete er für das US-amerikanische Fernsehen und schnitt unter anderem zahlreiche Folgen von Peyton Place. Er starb 1968 im Alter von 66 Jahren in Los Angeles, wo er auf dem Westwood Village Memorial Park Cemetery beigesetzt wurde.

## Filmografie (Auswahl)
- 1935: Pursuit – Regie: Edwin L. Marin
- 1935: The Perfect Gentleman – Regie: Tim Whelan
- 1936: Ein Schrei in der Nacht (The Voice of Bugle Ann) – Regie: Richard Thorpe
- 1936: Suzy – Regie: George Fitzmaurice
- 1937: Mama Steps Out – Regie: George B. Seitz
- 1937: A Family Affair – Regie: George B. Seitz
- 1938: Man-Proof – Regie: Richard Thorpe
- 1938: A Christmas Carol – Regie: Edwin L. Marin
- 1939: Balalaika – Regie: Reinhold Schünzel
- 1940: I Take This Woman – Regie: W. S. Van Dyke
- 1940: Ihr erster Mann (Waterloo Bridge) – Regie: Mervyn LeRoy
- 1940: Escape – Regie: Mervyn LeRoy
- 1941: Blüten im Staub (Blossoms in the Dust) – Regie: Mervyn LeRoy
- 1941: Die Frau mit den zwei Gesichtern (Two-Faced Woman) – Regie: George Cukor
- 1942: Mit dir ins Glück (We Were Dancing) – Regie: Robert Z. Leonard
- 1942: Schatten am Fenster (Fingers at the Window) – Regie: Charles Lederer
- 1942: Crossroads – Regie: Jack Conway
- 1942: Stand by for Action – Regie: Robert Z. Leonard
- 1943: Nacht der tausend Sterne (Thousands Cheer) – Regie: George Sidney
- 1944: Mein Schatz ist ein Matrose (Two Girls and a Sailor) – Regie: Richard Thorpe
- 1944: Tagebuch einer Frau (Mrs. Parkington) – Regie: Tay Garnett
- 1945: Flitterwochen zu dritt (Thrill of a Romance) – Regie: Richard Thorpe
- 1945: Her Highness and the Bellboy – Regie: Richard Thorpe
- 1948: Tenth Avenue Angel – Regie: Roy Rowland
- 1948: The Bride Goes Wild – Regie: Norman Taurog
- 1948: Die drei Musketiere (The Three Musketeers) – Regie: George Sidney
- 1949: Ehekrieg (Adam’s Rib) – Regie: George Cukor
- 1950: Asphalt-Dschungel (The Asphalt Jungle) – Regie: John Huston
- 1950: Kim – Geheimdienst in Indien (Rudyard Kipling’s Kim) – Regie: Victor Saville
- 1951: Begegnung in Tunis (The Light Touch) – Regie: Richard Brooks
- 1952: Geborgtes Glück (Invitation) – Regie: Gottfried Reinhardt
- 1952: Die süße Falle (Love Is Better Than Ever) – Regie: Stanley Donen
- 1952: Pat und Mike (Pat and Mike) – Regie: George Cukor
- 1952: Im Schatten der Krone (The Prisoner of Zenda) – Regie: Richard Thorpe
- 1953: Arzt im Zwielicht (Battle Circus) – Regie: Richard Brooks
- 1953: Theaterfieber (The Actress) – Regie: George Cukor
- 1953: Verrat im Fort Bravo (Escape from Fort Bravo) – Regie: John Sturges
- 1954: Ihre zwölf Männer (Her Twelve Men) – Regie: Robert Z. Leonard
- 1955: Oklahoma! (Oklahoma!) – Regie: Fred Zinnemann
- 1956: Knotenpunkt Bhowani (Bhowani Junction) – Regie: George Cukor
- 1956: Die Macht und ihr Preis (The Power and the Prize) – Regie: Henry Koster
- 1957: Tödlicher Skandal (Slander) – Regie: Roy Rowland
- 1957: Kein Platz für feine Damen (This Could Be the Night) – Regie: Robert Wise
- 1958: Begierde unter Ulmen (Desire Under the Elms) – Regie: Delbert Mann
- 1959: Mit Blut geschrieben (Pork Chop Hill) – Regie: Lewis Milestone
- 1960: Sunrise at Campobello – Regie: Vincent J. Donehue
- 1961: Unternehmen Feuergürtel (Voyage to the Bottom of the Sea) – Regie: Irwin Allen
- 1961: The Runaway – Regie: Claudio Guzmán
- 1962: Fünf Wochen im Ballon (Five Weeks in a Balloon) – Regie: Irwin Allen
- 1963–1964: Ben Casey (TV-Serie, acht Folgen)
- 1964–1965: Slatter’s People (TV-Serie, zwei Folgen)
- 1965–1968: Peyton Place (TV-Serie, 64 Folgen)